# Алсанджак (станція)
38°26′20″ пн. ш. 27°08′53″ сх. д. / 38.439008641507° пн. ш. 27.147993520742° сх. д.
Залізнична станція Алсанджак (тур. Alsancak Garı) — одна із двох провідних залізничних станцій Ізміра та є другою найстарішою залізничною станцією в Туреччині після Кемера, що відкрито в 1858 році. 

Станція обслуговує поїзди İZBAN, що прямують на північ до Аліаги і Менемена та на південь до Джумаоваси та Тепекьой.

## Історія
Ізмір був провідним торговим містом у XIX столітті й досі є ним. 
Основною галуззю промисловості району було сільське господарство. 
Однак для транспортування вантажів із полів до порту караванам потрібні були дні. 
Так, 22 вересня 1856 року Османська імперія надала концесію британській компанії на будівництво залізниці від Айдина до Ізміра. 

Цього дня була створена Османська залізнична компанія (ORC).

### Епоха Османської залізничної компанії (1856–1935)

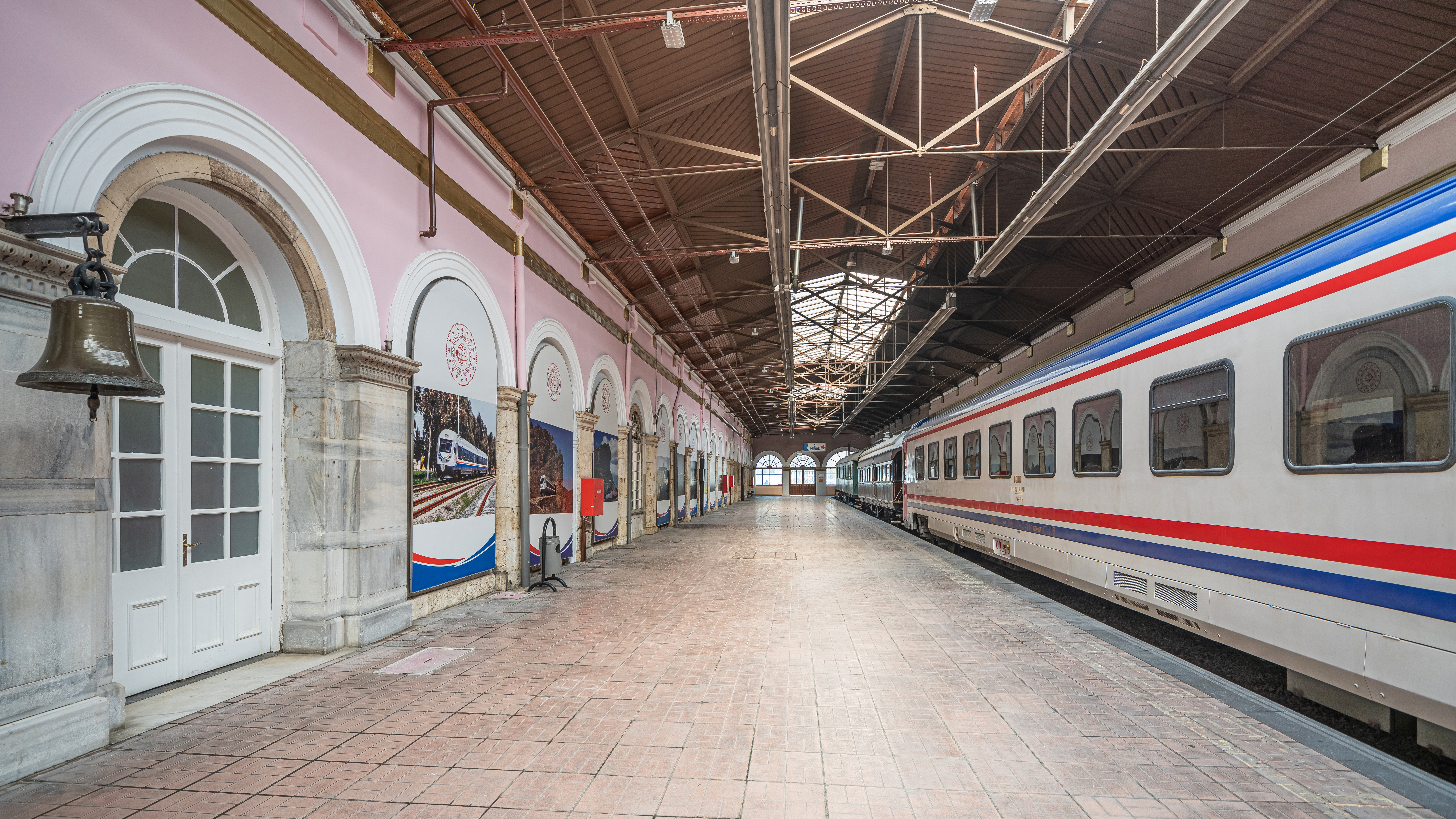
Історична платформа Алсанджаку

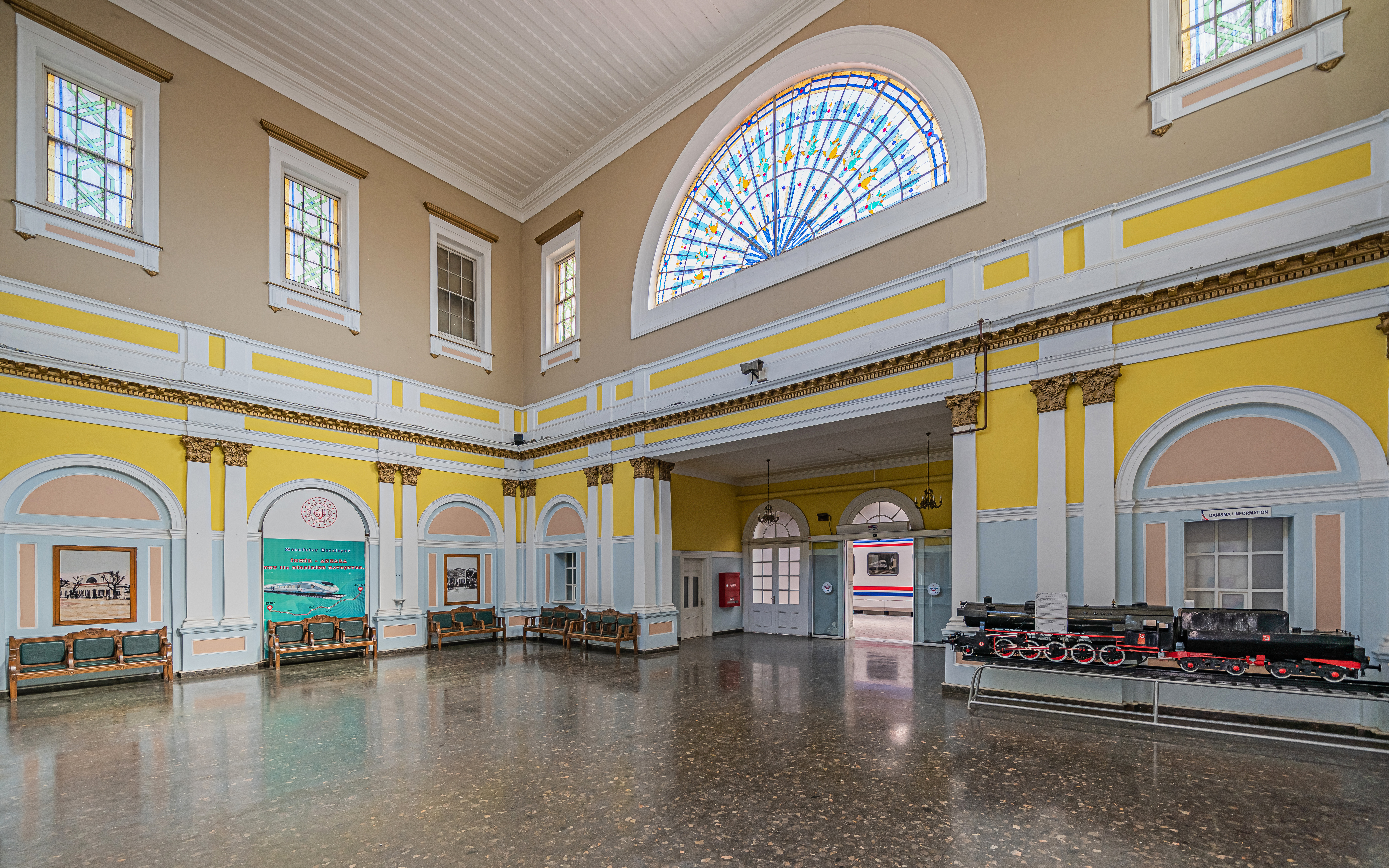
Колишній зал очікування

Компанія Османська залізнична компанія вирішила розпочати свою лінію в районі Алсанджак, поблизу доків. 
Початкова станція складалася з невеликої вокзалу з кількома коліями та невеликого депо. 
Станцію відкрито 30 жовтня 1858 року, коли залізниця досягла Газіеміра та Сейдікея. 
Пасажиропотік був низьким, і кілька вантажних поїздів, які працювали, розвантажувалися в Кемері. 
Залізниця дійшла до Айдина в 1866 році, і ORC відкрила всю лінію 1 липня 1866 року. 

Коли лінію відкрили, вантажний рух був занадто інтенсивним для Кемера, і ORC потребувало більшого депо. 
Було додано більше колій, побудовано депо технічного обслуговування, пасажирські та вантажні депо, а також значно розширено док Алсанджак. 

Крім того, багато багатих іноземних та османських бізнесменів жили в Ізмірі, головним чином у Борнові, Шириньєрі та Буджі. 
Залізниця могла б допомогти їм добиратися на роботу в Алсанджак і повертатися додому. 
Пасажиропотік збільшився після відкриття лінії Шириньєр — Буджа в 1870 році, і для цих багатих сімей потрібно було побудувати новий вокзал. 
У 1871 році відкрито новий, більший вокзал з годинниковою вежею. 
Ця вежа з годинником стала першою в Ізмірі. 
Сьогодні ця будівля є штаб-квартирою Округу 3.
У 1890-х роках від причалу в Пасапорті до станції Алсанджак відкрито трамвайну лінію, що прямувала набережною Кордон. 
З цієї лінії відбувалась пересадка і пасажири сідали в кінні трамваї від Пасапорта до станції Алсанджак, щоб сісти на міжміські потяги вдень. 
Вночі вантажні поїзди перевозили вантажі до пірсу Пасапорт, щоб зменшити затори в порту Алсанджак. 

З відкриттям цієї трамвайної лінії трафік збільшився ще більше, а чинні вантажні депо перенесено до доків Алсанджак.
Залізниця також повністю змінила економіку Ізміра. 
На початку 1900-х років на вулицях міста замінили газові лампи, які працювали на вугіллі. 
Завдяки цьому біля залізничної станції збудували електростанцію, а колії були продовжені через станцію до доків. Османська імперія виступала на боці Австро-Угорщини та Німецької імперії. 
Під час війни Османська залізнична компанія була відібрана в англійців і управлялася Османським урядом. 
Зрештою Османська імперія програла війну в 1920 році, і союзники почали окупацію Анатолії. 
Залізниця ще працювала, але рух транспорту значно зменшився. 
Станція дивом не постраждала під час Великої пожежі у Смірні в 1922 році. 
Контроль над лінією було передано ORC 6 листопада 1922 року, коли Османську імперію офіційно скасували. 

Зрештою союзні війська покинули Анатолію після війни за незалежність Туреччини та утворення Турецької Республіки. 
Османська залізнична компанія продовжувала працювати на основі концесії Османської імперії. 
Рух постійно зростав, і в 1923 році була побудована нове локомотивне депо. 
У 1927 році на станції відкрито залізничний музей. 
Коли концесія закінчилася в 1935 році, Турецькі державні залізниці (1927) погодилися купити ORC за £1825840. 
1 червня 1935 року державні залізниці поглинули ORC.

### Епоха державних залізниць Туреччини (1935–дотепер)
Трафік значно зріс в 1938 році, коли державні залізниці почали щоденне сполучення з Анкарою. 
Через збільшення пасажирообігу над платформами побудували перонний зал і сучасний вокзал. 
На початку 1950-х рр. колії до порту демонтоавно, а біля Халкапинара була побудована нове відгалуження. 
Алсанджак став «воротами на південь» в 1970-х рр. 
У 2000/01 рр. Державні залізниці побудували ще кілька платформ і електрифікували колії, плануючи покращити приміську залізницю в Ізмірі, однак плани провалилися, і нові колії слугували коліями для зберігання старих поїздів, а повітряні дроти ніколи не використовувалися. 
23 липня 2006 року станцію закрили для пасажирських перевезень через реконструкцію прилеглих ліній. 
Потяги не обслуговували станцію до  відкриття тунелю Каршияка. 
25 травня 2010 року відновлено міжміське пасажирське сполучення.

## Опис

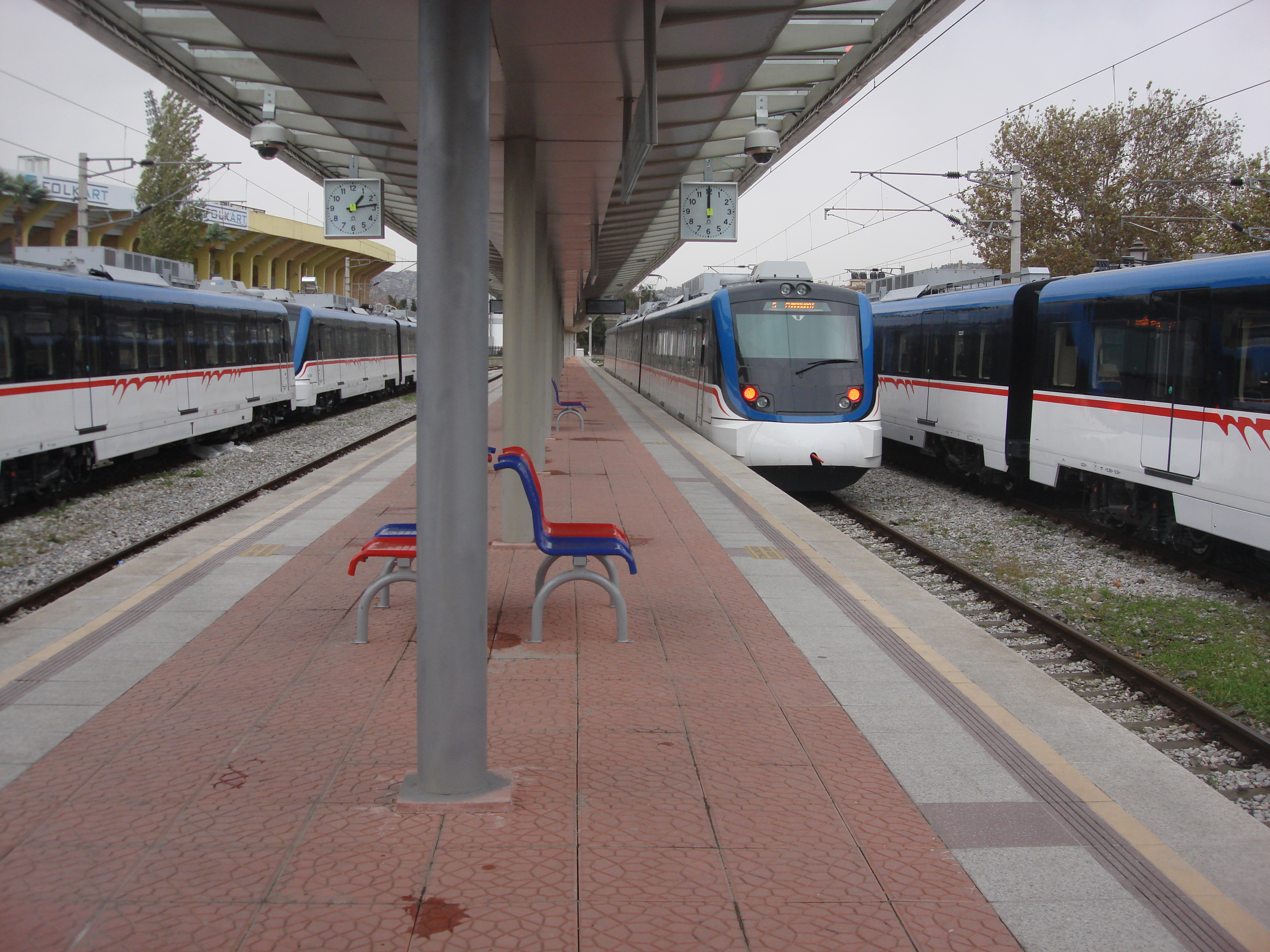
Приміський поїзд İZBAN прямує до району Джумаоваси в Ізмірі

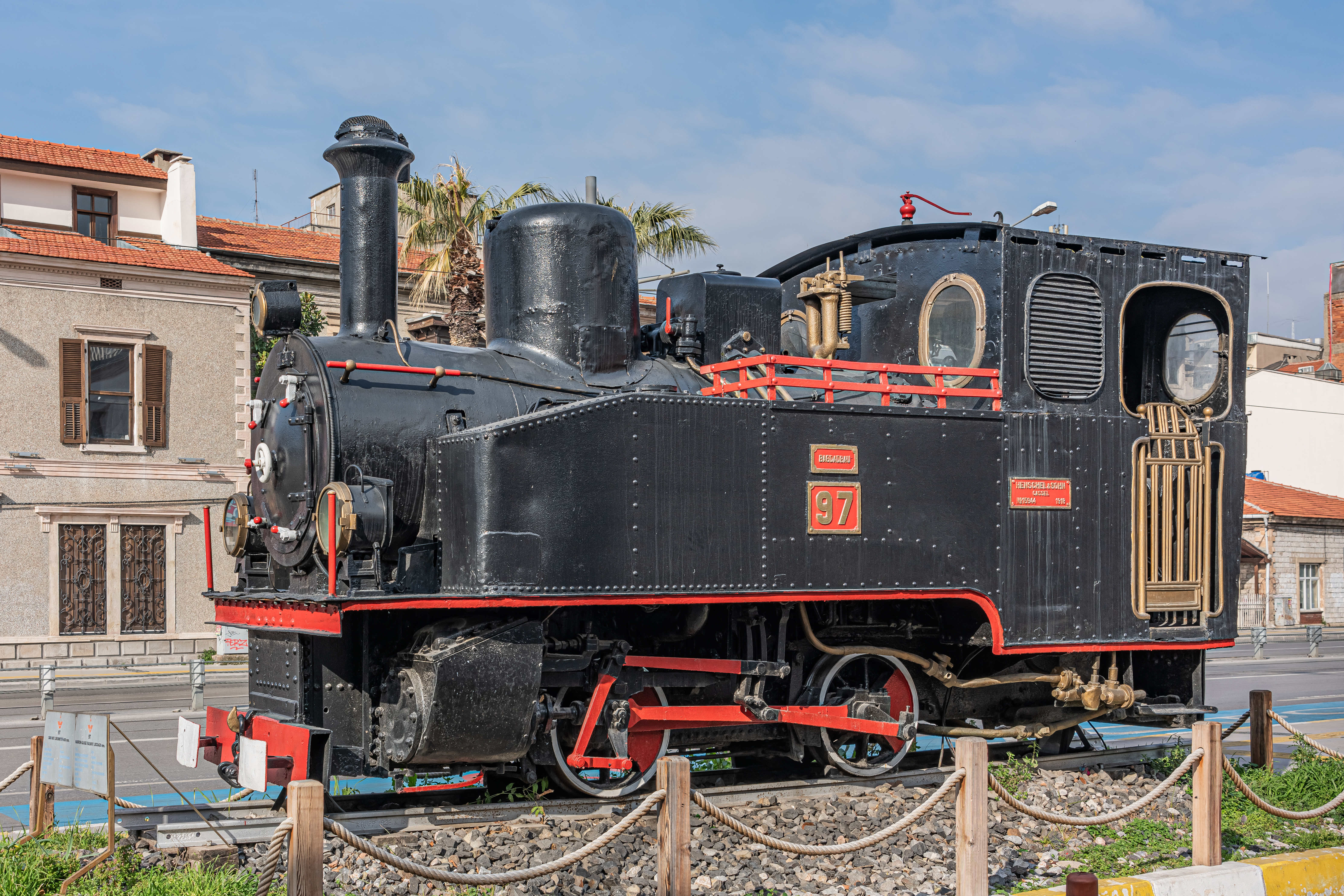
Збережений паровоз Henschel & Son 1918 року, зараз виставлений як пам'ятник перед будівлею станції Alsancak

Головна будівля вокзалу, побудована в 1938 році, з квитковою та інформаційною стійкою. 
Станція з годинниковою вежею 1871 року тепер є штаб-квартирою Округу 3. 
Депо за станцією з годинниковою вежею використовуються для зберігання залізничних вагонів. 
Штаб-квартира İZBAN знаходиться в новому будинку, побудованому у 2002 році, поруч із платформами приміської залізниці.